# Stenosphenus beyeri
Stenosphenus beyeri là một loài bọ cánh cứng trong họ Cerambycidae.